# 1742 en France
Chronologie de la France
- 1738
- 1739
- 1740
- 1741
- 1742
- 1743
- 1744
- 1745
- 1746

Cette page concerne l’année 1742 du calendrier grégorien.

## Événements
- 11 janvier : le roi donne audience à Saïd-Méhémet Pacha, ambassadeur extraordinaire de la Porte dans la Grande Galerie du château de Versailles[1].

- 24 mars : levée de 30 000 miliciens. Un nouvel appel de 30 000 hommes levés principalement dans les villes a lieu le 30 octobre 1742[2].
- Mars : prêt de 20 millions remis au contrôleur général Orry par cent particuliers, contre assignations  sur les fermes payables en 1744 et portant intérêt à 7 à 7,5 %[3].

- 27 mai : le clergé accorde au roi un don gratuit extraordinaire de douze millions de livres[4]. Il est en contrepartie exempté de l’impôt du dixième (arrêt du conseil du 8 mai 1742)[5].

- 18 juin : Benoît XIV béatifie Jeanne de France[6].
- Juin : édit créant 600 000 livres de rentes perpétuelles sur les postes au denier 20 (5%)[3].

- 27 août : le cardinal de Tencin et le comte d’Argenson, du clan dévot, adversaires de Fleury, entrent au Conseil d’en haut, tandis que le maréchal de Noailles remplace Coigny à la tête des armées[7]. Le duc Adrien de Noailles, ancien protégé de Madame de Maintenon, accède progressivement à la situation de conseiller officieux de Louis XV (lettre du 10 octobre)[8].

- Novembre : Marie-Anne de Mailly devient la maîtresse de Louis XV. Elle est nommée dame d’honneur de la reine[9].

- 17-26 décembre : retraite de Prague[10].

- Pour financer la guerre, Philibert Orry emprunte à partir de 1742 des sommes importantes par l’intermédiaire des États provinciaux, notamment ceux du Languedoc, dont le crédit est meilleur que celui du roi et qui font office de banque régionale. En 1742, les États de Bourgogne prêtent 2 millions, ceux de Provence 2 millions, ceux de Bretagne 2,4 millions[3].